# Carex nebraskensis
Carex nebraskensis är en halvgräsart som beskrevs av Chester Dewey. Carex nebraskensis ingår i släktet starrar, och familjen halvgräs. Inga underarter finns listade i Catalogue of Life.